# Витрати — випуск (модель)
Моде́ль «ви́трати — ви́пуск», яку також називають моделлю міжгалузевого балансу Леонтьєва, є основою багатьох лінійних моделей виробничого сектора економіки. За розвиток цієї моделі та використання її до вирішення важливих економічних проблем Василь Леонтьєв в 1973 році отримав Нобелівську премію з економіки.

## Міжгалузевий баланс
Модель базується на поняття «чиста галузь» (також на практиці використовують термін «вид економічної діяльності»), яка має такі ознаки:
1. Кожна галузь виробляє лише один продукт
2. Кожен продукт виробляється лише однією галуззю
3. Кожна галузь має єдину технологію

Нехай ввесь виробничий сектор складається з n чистих галузей, і відповідно існує різних n продуктів. В процесі виробництва кожна галузь використовує продукцію інших галузей.
{\displaystyle x_{ij}} — обсяг продукту i-тої галузі, витраченого j-тою галуззю у виробничому процесі.
{\displaystyle x_{i}} — загальний обсяг продукту i-тої галузі
{\displaystyle y_{i}} — обсяг продукту i-тої галузі що не використовується для виробництва, тобто йде у кінцеве споживання.
{\displaystyle v_{j}} — додана вартість j-тої продукції (прибуток, амортизація, податки, зарплата за наймом тощо)
Маємо рівності, що показують як витрачається кожен продукт:
{\displaystyle \forall i\ x_{i}=(x_{i1}+x_{i2}+\ldots +x_{in})+y_{i}}.
Для всього господарства загалом:
{\displaystyle \sum _{i=1}^{n}x_{i}=\sum _{i=1}^{n}\sum _{j=1}^{n}x_{ij}+\sum _{i=1}^{n}y_{i}}.
Аналогічно можна скласти рівняння що показують затрати ресурсів на виробництво продукту, або технологію:
{\displaystyle \forall j\ x_{j}=\sum _{i=1}^{n}x_{ij}+v_{j}}.
Таке рівняння може мати лише вартісне вираження (бо в суму входить додана вартість {\displaystyle v_{j}}).
Загалом для національного господарства запишемо:
{\displaystyle \sum _{j=1}^{n}x_{j}=\sum _{j=1}^{n}\sum _{i=1}^{n}x_{ij}+\sum _{j=1}^{n}v_{j}}.
Обсяг валового суспільного продукту як сума розподіленої продукції галузей дорівнює обсягу валового суспільного продукту як сумі всіх виробничих витрат. Прирівнявши праві частини загальнонаціональних рівнянь витрат отримаємо:
{\displaystyle \sum _{i=1}^{n}\sum _{j=1}^{n}x_{ij}+\sum _{i=1}^{n}y_{i}=\sum _{j=1}^{n}\sum _{i=1}^{n}x_{ij}+\sum _{j=1}^{n}v_{j}},
звідки, очевидно, випливає, що:
{\displaystyle \sum _{i=1}^{n}y_{i}=\sum _{j=1}^{n}v_{i}},
тобто споживається продукції на загальну вартість, яка дорівнює загальній доданій вартості всіх виробництв.
Для міжгалузевого балансу важливо встановити взаємно однозначну відповідність між продуктами галузей, що використовують різні пока́зники. Наприклад енергетика вимірює випуск продукту у кіловат-годинах, гірнича промисловість — у тоннах. Тому їх варто перетворити у вартісні показники, які позначимо {\displaystyle {\tilde {x}}_{j},\,{\tilde {y}}_{j},\,{\tilde {x}}_{ij},\,{\tilde {v}}_{j}}. Якщо {\displaystyle p_{i}} — єдина (узгоджена) ціна i-того виду продукції, то
{\displaystyle {\tilde {x}}_{i}=p_{i}x_{i};\;{\tilde {y}}_{i}=p_{i}y_{i};\;{\tilde {x}}_{ij}=p_{i}x_{ij}.}

## Модель Леонтьєва
Щоб побудувати модель, припускаємо, що {\displaystyle x_{ij}} залежить від обсягу виробництва: {\displaystyle x_{ij}=\varphi (x_{j})}.
У найпростішій моделі припускають лінійну залежність між витратами та обсягом виробництва:
{\displaystyle x_{ij}=a_{ij}x_{j}}.
Коефіцієнт {\displaystyle a_{ij}\geq 0} називається коефіцієнтом прямих виробничих витрат
(технологічним коефіцієнтом) продукції і на виробництво продукції j.
Система рівнянь балансу приймає вигляд:
{\displaystyle x_{i}=\sum _{j=1}^{n}a_{ij}x_{j}+y_{i},\ \ i=1,\ldots ,n}
Позначимо:
{\displaystyle x=(x_{1},x_{2},\ldots ,x_{n})^{T}}
{\displaystyle y=(y_{1},y_{2},\ldots ,y_{n})^{T}}
{\displaystyle A=\{a_{ij}\}_{1}^{n}} — квадратна матриця коефіцієнтів прямих виробничих витрат (технологічна матриця).
Тоді міжгалузевий баланс можна записати матричним рівнянням, яке і є моделлю Леонтьєва:
{\displaystyle x=Ax+y,\ \ x\geq 0}
При використанні єдиної ціни на кожен вид продукції, досягається взаємнооднозначна відповідність між 
показниками міжгалузевих балансів у натуральному та вартісному вираженні:
{\displaystyle {\tilde {x}}_{ij}={\tilde {a}}_{ij}{\tilde {x}}_{j}}
{\displaystyle {\tilde {a}}_{ij}={\frac {{\tilde {x}}_{ij}}{{\tilde {x}}_{j}}}={\frac {p_{i}x_{ij}}{p_{j}x_{j}}}={\frac {p_{i}a_{ij}x_{j}}{p_{j}x_{j}}}=a_{ij}{\frac {p_{i}}{p_{j}}}}

## Аналіз продуктивності моделі

### Означення продуктивної моделі (технологічної матриці)
Якщо для будь-якого невідн'ємного вектора кінцевого споживання {\displaystyle y\geq 0} система
{\displaystyle x=Ax+y,\ \ x\geq 0}
сумісна (має розв'язок), то відповідну модель Леонтьєва (технологічну матрицю A) називають продуктивною.

### Означення продуктивної матриці
Матриця A називається продуктивною, якщо існує вектор {\displaystyle x\geq 0}, який дозволяє отримати невід'ємний вектор кінцевої продукції:
{\displaystyle (E-A)x=y\geq 0}
Термін продуктивність можна вважати синонімом термінів «незбитковість», чи «рентабельність».